# Rio Focşa
O Rio Focşa é um rio da Romênia, afluente do Olt, localizado no distrito de Vâlcea.